# Долинський міський округ
Долинський район (рос. Долинский район) — адміністративно-територіальна одиниця (район) та муніципальне утворення (муніципальний район) у складі Сахалінської області Російської Федерації.
Адміністративний центр — місто Долинськ.

## Географія
Знаходиться у південній частині острова Сахалін.
Долинський район прирівняний до районів Крайньої Півночі.

## Історія
Район утворений 15 червня 1946 року. З 1905 по 3 вересня 1945 року входив до складу губернаторства Карафуто Японії.

## Населення
| 2002    | 2009    | 2010    | 2011    | 2012    | 2013    | 2014    |
| ------- | ------- | ------- | ------- | ------- | ------- | ------- |
| 15 649  | ↗25 369 | ↗25 899 | ↘25 789 | ↘25 308 | ↘24 855 | ↘24 617 |
| 2015    | 2016    | 2017    | 2018    | 2019    |         |         |
| ↘24 331 | ↗24 334 | ↘24 254 | ↘24 173 | ↘24 001 |         |         |